# نجلاء سحويل
نجلاء سحويل (15 يوليو 1968 -)، ممثلة أردنية.

## حياتها
ولدت في الكويت حيث كان والداها يعيشان هناك. درست إدارة الأعمال في معهد الأردنية في رام الله، وتلقت عدة دورات في الإخراج، وعملت كمساعدة مخرج في أكثر من عمل. بدأت العمل الفني عام 1991 عن طريق الصدفة خلال مسلسل عيال على الطريق، بعد ذلك استمرت بتقديم بأعمال فنية عديدة في المسرح والتلفزيون والسينما. كما شاركت في لجان التحكيم العربية كلجنة التحكيم في مهرجان الاعلام العربي بالقاهرة.

## حياتها الخاصة
لديها ثلاث أبناء: ديما ومحمد وشادي.

## أعمالها

### في المسرح
- يا دار ما دخلك شر.

### المسلسلات
- كرم العلالي 2021
- الخوابي 2020
- تل السنديان 2017
- العزيمة 2016
- موج أزرق 2014
- الصلح خير 2013
- راعية الوضحا: الغريبة 2009
- صهيل الأصايل 2009
- عودة أبو تايه 2008
- عيون عليا 2008
- نيران البوادي 2008
- رأس غليص ج1 2006
- الطوفان 2004
- سوالف حريم 2004
- بقايا رماد 2002
- عودة متعب 2001
- الوهم والحقيقة 1997
- تحت السماء الزرقاء 1997
- الشهم 1996
- يوميات مرزوق 1996
- صرخة 1995
- مرايا الحب 1995
- راعي الخير 1995
- الزمن المر 1992
- مختصر مفيد 1992
- أحلام زائفة
- الدليل
- اللغز البدوي
- تقادير الزمن
- صخور لا تلهث
- صقور لا تلهث
- صهيل الأصيل
- قلوب في دوامة
- ومهما طال الزمن

### أفلام
- الرغبة في السقوط 2005 - فيلم